# The Devil and God Are Raging Inside Me
The Devil and God Are Raging Inside Me è il terzo album discografico in studio del gruppo musicale alternative rock statunitense Brand New, pubblicato nel 2006.

## Tracce
1. Sowing Season – 4:31
2. Millstone – 4:16
3. Jesus – 5:18
4. Degausser – 5:32
5. Limousine (MS Rebridge) – 7:42
6. You Won't Know – 5:42
7. Welcome to Bangkok – 3:05
8. Not the Sun – 3:09
9. Luca – 5:08
10. -- – 2:04
11. The Archers' Bows Have Broken – 4:14
12. Handcuffs – 4:10

## Gruppo
- Jesse Lacey - voce, chitarra
- Vinnie Accardi - chitarra, cori
- Garrett Tierney - basso, cori
- Brian Lane - batteria, percussioni
- Derrek Sherman - chitarra, cori

## Citazioni
Sowing Season è presente nel videogioco Guitar Hero 5, mentre The Archers' Bows Have Broken è presente nei videogiochi Burnout Dominator e Burnout Paradise.